# Super Reds
Der Super Reds Football Club, auch als Super Reds bekannt, waren ein südkoreanischer Fußballverein, der von 2007 bis 2009 in der ersten singapurischen Liga, der S. League, spielte.

## Geschichte
Der Verein wurde 2007 gegründet. Die Gründung des Vereins wurde durch die koreanische Bevölkerung in Singapur vorangetrieben. So sind auch viele koreanische Institutionen Singapurs in den Verein involviert, wie zum Beispiel die koreanische Botschaft.
Der eigentliche Vereinsname war Korean Super Reds FC, doch im August 2007 änderte man den Namen in Super Reds.
Nachdem der neue Verein in der ersten S.League-Saison den letzten Platz belegte, konnte man sich 2008 erheblich steigern und am Ende die Vizemeisterschaft feiern.

## Stadion

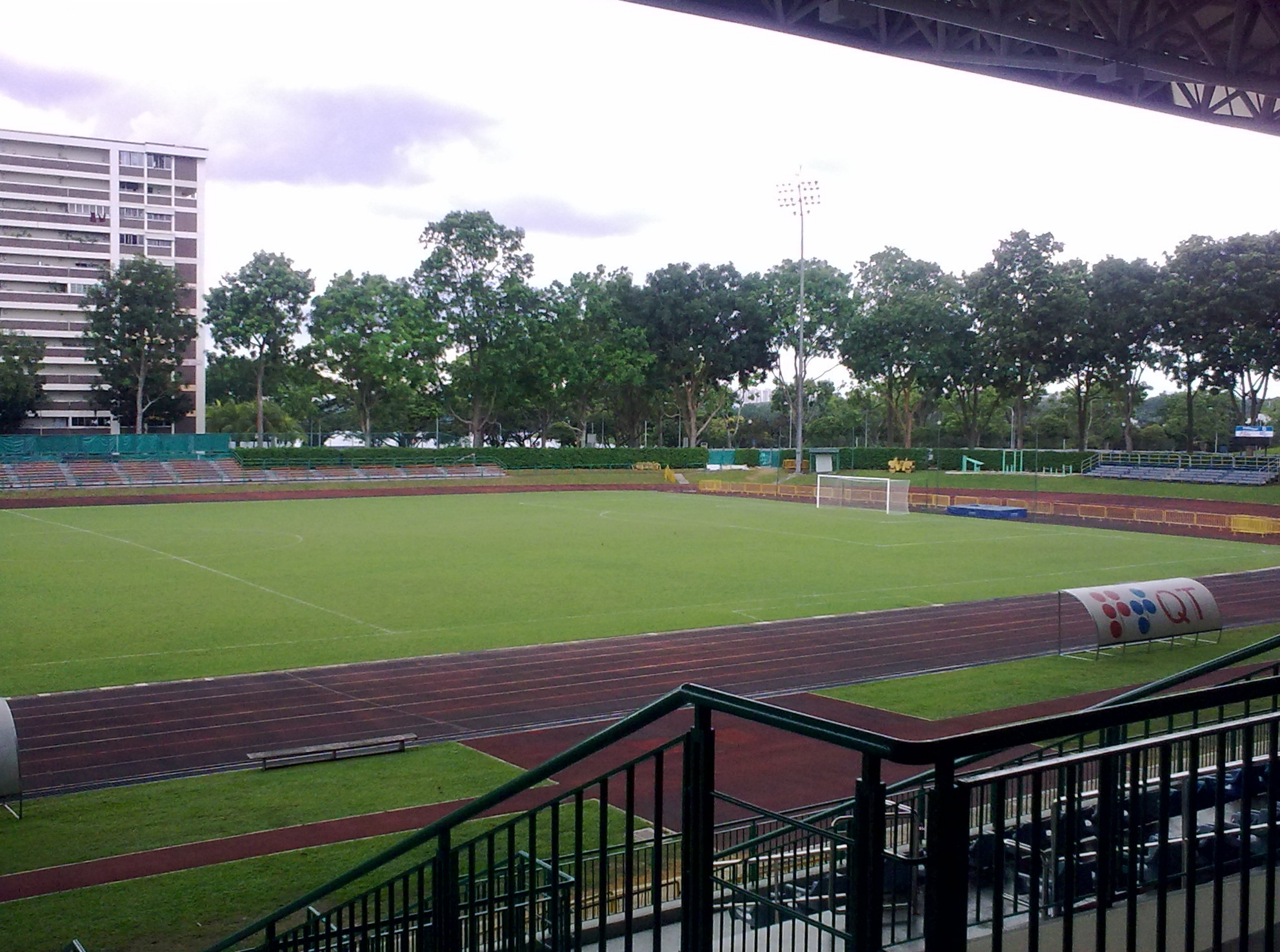
Yishun Stadium

Seine Heimspiele trug der Verein im Yishun Stadium aus. Das Stadion hat ein Fassungsvermögen von 3400 Personen.

## Vereinserfolge
- S.League: 2008 (Vizemeister)

## Trainerchronik
Stand: 6. Juli 2021
| Trainer        | Nation   | von            | bis               |
| -------------- | -------- | -------------- | ----------------- |
| Jeon Kyung-jun | Südkorea | 1. Januar 2008 | 31. Dezember 2010 |

## Ehemalige Spieler
Stand: 2009
| - Shin Hyun-ho - Kang Su-ho - Shin Hyun-ho - Jeon Bong-seong - Kim Shin-yui - Shi Dae-kyung - Choi Dong-Soo - Kim Seong-kyu - Song Wang-suk | - Kim Jung-wook - Shin Seung-ki - Jeon Byung-euk - Kim Jong-hyeon - Park Kang-jin - Seo Su-jong - Jin Kwon - Park Chul-hyong - Joo Ki-hwan Joo | - Yun Bo-young - Chang Jo-yoon - Kwon Jin-seong - Back Dae-hyuen - Lee Du-ri - Kim Yoon-sik - Kim Tae-young - Yu Hyun-koo - Park Han-seok |